# Les Enquêtes de Nancy Drew : Stay Tuned for Danger
Les Enquêtes de Nancy Drew :  Stay Tuned for Danger est un jeu vidéo d'aventure en pointer-et-cliquer développé par Her Interactive et édité par DreamCatcher Interactive, sorti en 1999 sur Windows.
Il se base sur le roman du même nom de la série Alice Roy.

## Accueil
- Adventure Gamers : 3,5/5[1]
- New Straits Times : « Un certain charme voyeuriste [... mais] les puzzles les plus forcés jamais inventés pour un jeu d'aventure » [2]